# Arcus
Pour les articles homonymes, voir Arcus (homonymie).

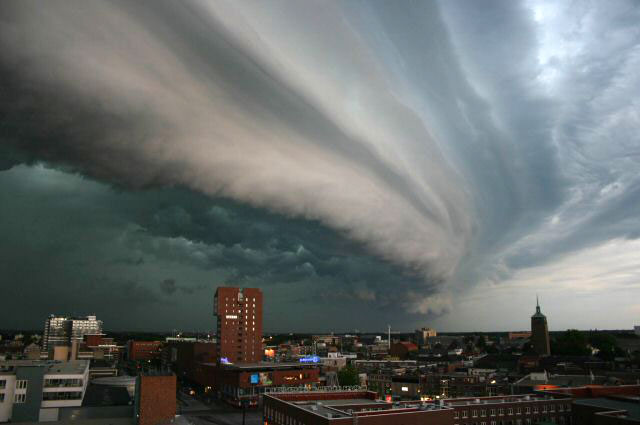
Arcus de type barrière de nuage sous un orage au-dessus d'Enschede, au Pays-Bas.

L’arcus (du latin : arcus signifiant « arc ») est un nuage accessoire de bas niveau ayant la forme d'un rouleau ou d'un arc allongé sur un plan horizontal, apparaissant sous certains orages et situé à l'avant immédiat de la ligne des précipitations (pluie, grêle ou neige). Cet arc sombre et menaçant est donc généralement associé avec les cumulonimbus, plus rarement avec les cumulus de moindre envergure.

## Description
D'un aspect très menaçant, de couleur sombre (gris ou bleu foncé) et de dimensions imposantes (généralement de plusieurs kilomètres de long), l'arcus se situe au bas d'un cumulonimbus et s'en détache nettement (et de là, se reconnaît aisément) par sa situation plus proche du sol que le reste du nuage d'orage (quelques centaines de mètres tout au plus), sa couleur homogène, et la très nette limite qu'il marque entre l'avant de la perturbation et les précipitations qui le suivent immédiatement (la ligne de grains). C'est pourquoi sa forme longitudinale évolue dans le sens de la perturbation.

## Formation

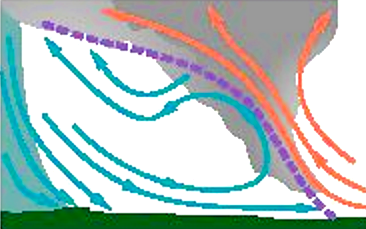
Rencontre de l'air froid (bleu) descendant et de l'air chaud et humide de l'environnement (orange). Ce dernier est soulevé et forme l'arcus. Notez la rotation dans une partie de la goutte froide.

Lorsqu'un cumulonimbus arrive à maturité, le courant ascendant d'air chaud qui le constitue devient insuffisant pour retenir l'eau en suspension dans le nuage. Celle-ci va alors tomber (c'est la ligne de grains) en précipitations jusqu'au sol, entraînant avec elle un courant descendant. Ce courant entraîne un air froid depuis les altitudes les plus élevées du nuage (pouvant dépasser 10 000 mètres) jusqu'à un niveau très proche du sol, sous les courants chauds et ascendants. Cette masse d'air froid et dense, appelée goutte froide, soulèvera à petite échelle (quelques centaines de mètres au maximum) l'air plus chaud situé à l'avant de la perturbation, matérialisé par une couche de nuages peu épaisse. Séparée du reste du nuage et du sol par un front de rafales (ce sont les rafales de vent qui précèdent immédiatement la pluie), cette couche s'enroule horizontalement : c'est l'arcus, qui s'enroule en un nuage horizontal qui peut s'étirer de façon considérable jusqu'à prendre un aspect menaçant.

## Types

### Nuage en rouleau

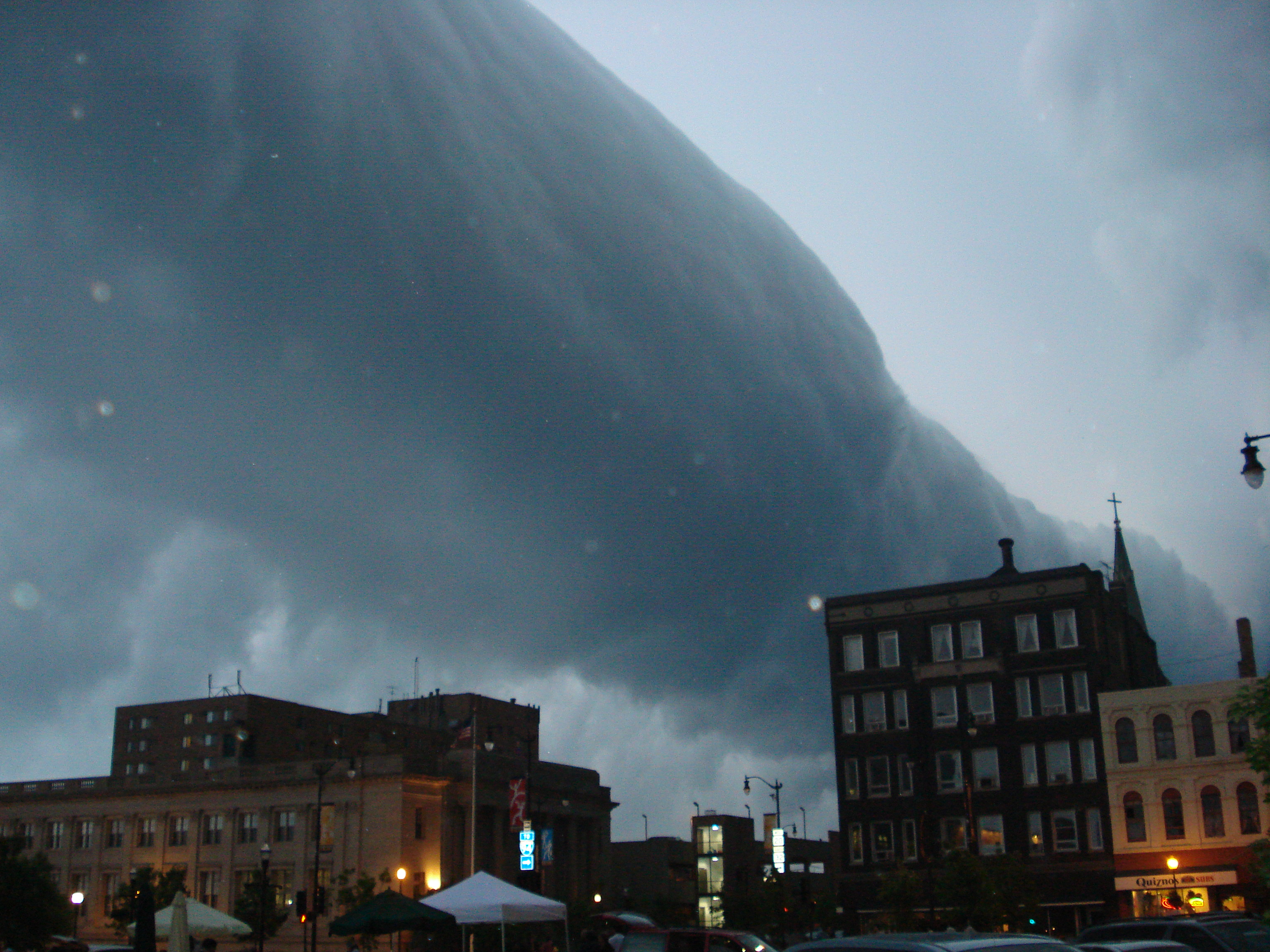
Un arcus en rouleau à Racine (États-Unis).

Le nuage en rouleau, rouleau de nuage, nuage rouleau ou rouleau nuageux de grain, est un arcus qui prend la forme d'un tube horizontal sous un orage dont il est complètement détaché. Cette espèce de stratocumulus ou d'altocumulus est appelé volutus dans la nouvelle version de l'Atlas international des nuages paru en 2017,.  
Ce nuage semble rouler sous l'orage et il est parfois le signe d'une rafale descendante causant des dommages.  Le nuage en rouleau se produit à la frontière avant du front de rafales où l'air humide et chaud est soulevé par la goutte froide. Il peut même précéder complètement l'orage si la goutte s'étend plus vite que le cumulonimbus ne se déplace. 
L'aspect en rouleau est dû à la variation de vitesse et de direction des vents avec l'altitude (cisaillement). Les vents près du sol étant ceux de l'environnement alors que ceux de la goutte sont dans une direction  opposée. Si la goutte est de faible extension verticale, la rotation induite par la différence des vents, flèches bleues, dans la goutte ramène le sommet de l'arcus vers le bas dans son flanc arrière. 
On peut également retrouver des nuages en rouleau à l'avant d'un front froid ou lors de certaines autres conditions particulières. Par exemple, le Morning glory est un nuage en rouleau extrêmement long (pouvant atteindre plusieurs centaines de kilomètres) que l'on observe parfois au lever du jour dans la région du Golfe de Carpentarie, en Australie, et qui est assimilable à une vague mono-crête se déplaçant à vitesse constante sans changer de forme, il peut donc être décrit comme un soliton.

### Barrière de nuages

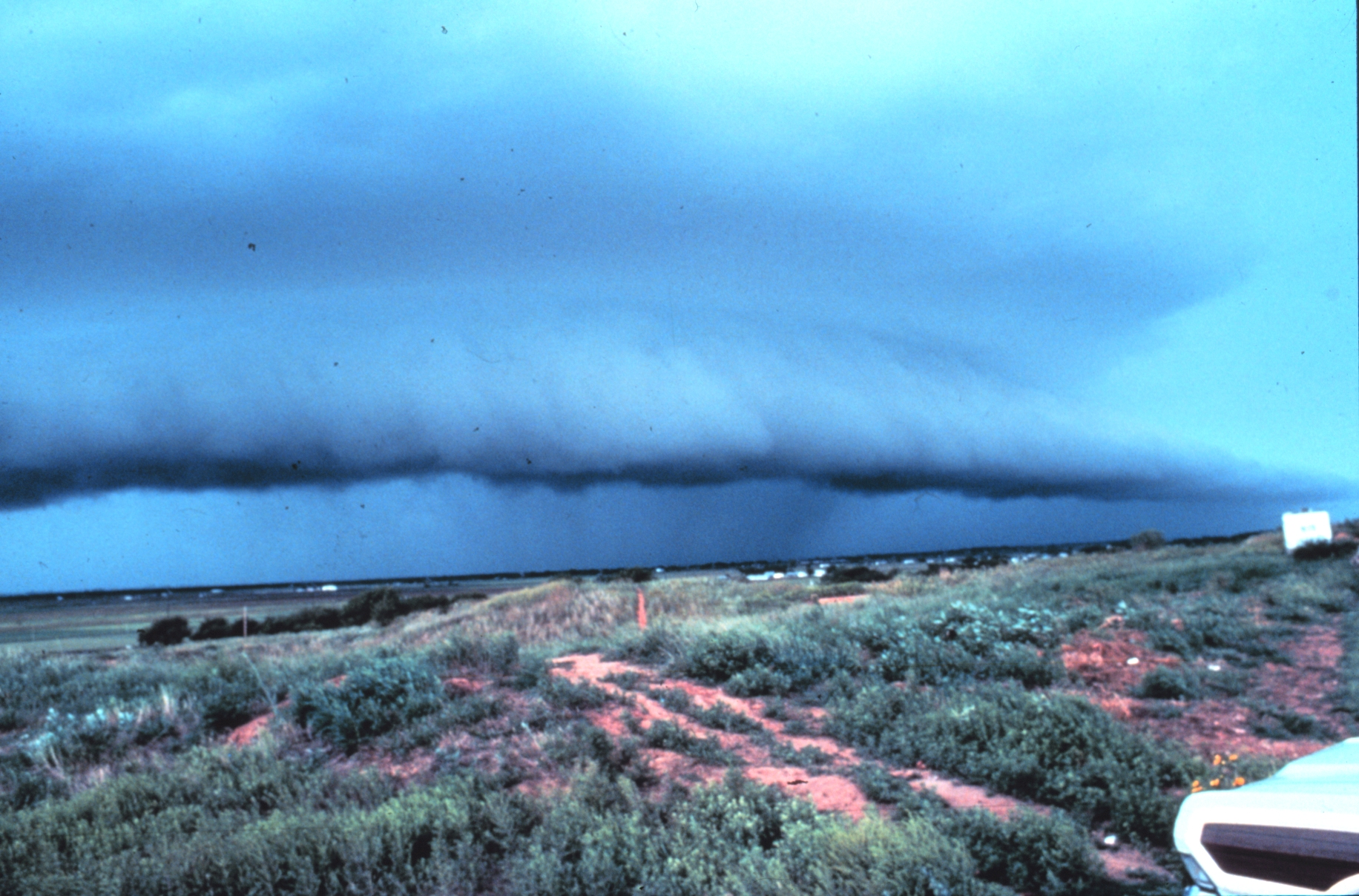
Vue panoramique d'un arcus de type barrière au Nouveau-Mexique.

La barrière de nuages, ou nuage étagé, prend l'aspect d'un coin ou d'un biseau circulaire qui descend à l'avant de l'orage. La photo en début d'article et celle de droite illustrent ce type d'arcus. Contrairement au nuage en rouleau, le nuage étagé est attaché à l'orage et peut être lisse ou déchiqueté, selon la stabilité de l'air. Ce type d'arcus se forme le long d'une goutte froide plus épaisse qui force l'air chaud et humide de surface à monter jusqu'à la base de l'orage tout en se condensant. 
Il ne faut pas confondre la barrière de nuages, qui marque la frontière avant de l'air qui sort de l'orage, et le mur de nuages, qui est un renflement distinct, souvent sombre et présentant des signes de rotation, là où se trouve le courant ascendant dans l'orage.

## Signe de danger
Si le front de rafales se manifeste brusquement et fortement, la partie la plus basse du bord d'attaque se déchiquettera et s'alignera alors sur des nuages en lambeaux s'élevant. Dans les conditions de temps violent, on observera le long du bord d'attaque des arcus des masses tournoyantes de nuages en lambeaux. Ceux-ci montrent une zone de tourbillon qui pourra toucher le sol, ou être accompagnée d'un soulèvement de poussière. La variante type extrême du phénomène fait penser à une tornade ; on l'appelle tornade de front de rafales ou « gustnado ». La présence d'une barrière de nuages très basse, accompagnée de poches de nuages en lambeaux denses en ascension, constitue le meilleur signe avant-coureur d'un  grain violent.

## Notes et références

Vidéo du passage d'un arcus à Pondichéry, en Inde.